# Rudolf Burkert
Rudolf Burkert, född den 31 oktober 1904 i Polaun (nuvarande Polubný) i Böhmen i dåvarande Österrike-Ungern, död den 7 juni 1985, var en sudettysk backhoppare och utövare av nordisk kombination som tävlade för Tjeckoslovakien under 1920-talet och 1930-talet.

## Karriär
Burkert deltog vid OS 1928 i St. Moritz i Schweiz och blev bronsmedaljör i backhoppning efter guldvinnaren Alf Andersen från Norge och Sigmund Ruud, som säkrade en norsk dubbel. Han deltog också i nordisk kombination och slutade på 12:e plats. (Burkert vann backhoppningsdelen av tävlingen och blev nummer 21 i längdskidåkningen.)
Han deltog även i två världsmästerskap och tog medalj i båda. Vid VM 1927 vann Burkert guldmedaljen i nordisk kombination  (backhoppning + 18 kilometer längdskidåkning). Han vann före landsmännen Otakar Německý och František Wende. Finland och Norge deltog inte i VM 1927.
Under VM 1933 vann Burkert silver i backhoppning, efter Marcel Reymond från Schweiz och före Sven Eriksson (senare Sven Selånger) från Sverige. Norge deltog inte i VM 1933.

## Efter karriären
Burkert tvingades avsluta den aktiva karriären 1934 på grund av fotskada. Skadan gav honom emellertid frisedel fråntysk militärtjänst under andra världskriget. Till skillnad från merparten av sudettyskarna fick Burkert stanna i Tjeckoslovakien efter kriget (den tidigare tyska omgivningen byttes nu dock mot en tjeckisk). Han lämnade landet 1968 till Västtyskland och bodde där till sin död 1985.